# Stéphanie Windischgrätzová
Princezna Stéphanie Windischgrätzová respektive Windisch-Graetz (17. července 1939, Brusel – 12. července 2019) byla belgicko-rakouská šlechtična, malířka, fotografka a výtvarnice.

## Život a dílo
Narodila se jako dcera knížete Františka Josefa z Windischgrätze a vnučkou arcivévodkyně Alžběty Marie Rakouské. Arcivévodkyně Alžběta byla dcerou rakouského korunního prince Rudolfa a vnučkou císaře Františka Josefa I.
Proslula fotografickými portréty, pro něž jako zdroj světla používala pouze svíčky, a obrazy ze světa zvířat. Vdala se za Dermota Blundell-Hollinshead-Blundella (1935–2009) v Londýně 16. února 1967. Spolu měli dvě děti – Henryho Viktora Williama Blundell-Hollinshead-Blundella (narozen 1967) a Alexandra Ottu Blundell-Hollinshead-Blundella (narozen 1969). Měla mladšího bratra, prince Guillaume Franze Josefa Maria Windischgrätze (narozen 1950; svobodný).
Stéphanie Windischgrätzová zemřela 12. července 2019 v 79 letech v nemocnici v bruselském regionu Sint-Lambrechts-Woluwe kvůli komplikacím po operaci srdce.